# Protolampra
Protolampra là một chi bướm đêm thuộc họ Noctuidae.

## Các loài
- Protolampra brunneicollis (Grote, 1864)
- Protolampra hero (Morrison, 1876)
- Protolampra rufipectus (Morrison, 1875)
- Protolampra sobrina (Duponchel, 1843)